# シリアへ旅立ちながら
シリアに旅立ちながら（Partant pour la Syrie）とは1807年頃に作曲された、後のフランス第二帝国の非公式の準国歌である。

## 概要
フランス第二帝政時代に使用された非公式の国歌であるが、当時フランスではこの歌を国歌として事実上採用している。しかし、現在のフランスは共和制のため、使用されておらず、現在のフランス人にもあまり認知されていない国歌である。

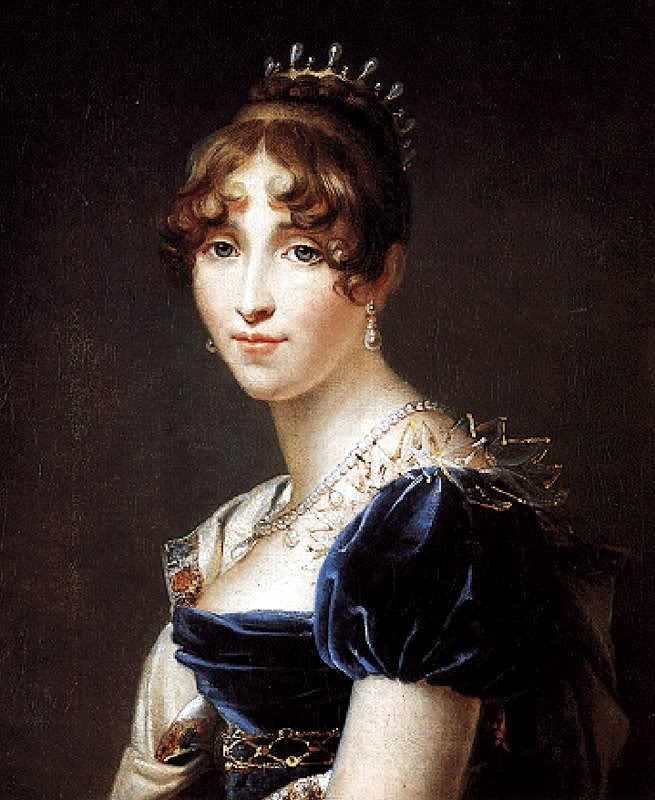
オルタンス・ド・ボアルネ

ナポレオン3世の母のオルタンス・ド・ボアルネが口ずさんだメロディーをもとに作られた曲（国歌）であり、第二帝政期には国歌の代わりとしてナポレオン三世の前で盛んに演奏されたものとされている。

## 人気
この国歌は当時、ラ・マルセイエーズが疑惑を持って見なされていた時代であったため、第一帝国の残りの期間に人気があった。
また、ホルテンスはアレネンバーグに亡命し、フランス復古王政の間にボナパルティズムの層に人気があったとされる。

## 歌詞
| Partant pour la Syrie, Le jeune et beau Dunois, Venait prier Marie De bénir ses exploits Faites, Reine immortelle, Lui dit-il en partant, Que j'aime la plus belle Et sois le plus vaillant. Il trace sur la pierre Le serment de l'honneur, Et va suivre à la guerre Le Comte son seigneur ; Au noble vœu fidèle, Il dit en combattant : Amour à la plus belle, Honneur au plus vaillant. On lui doit la Victoire. Vraiment, dit le seigneur ; Puisque tu fais ma gloire Je ferai ton bonheur. De ma fille Isabelle, Sois l'Epoux à l'instant, Car elle est la plus belle, Et toi le plus vaillant. A l'Autel de Marie, Ils contractent tous deux Cette union Chérie Qui seule rend heureux. Chacun dans la chapelle Disait en les voyant : Amour à la plus belle, Honneur au plus vaillant. | シリアへと出発する、 若くてハンサムなデュノアは 聖母マリアに頼みに行ったのだ、 彼の英雄的な行為が、 不滅の女王に祝福されんことを。 彼は去り際に言った： 私は最も美しい者を愛している、 そして、(私は)最も勇敢になろう。 彼は石に刻んでいる 名誉の誓いを そして戦争に行く 伯爵、彼の主のために。 高貴な誓いに忠実である 彼は戦いながら言った： 最も美しい者に愛を、 最も勇敢な者に栄誉を。 勝利はあなたのおかげです、と まことに主は仰せられる。 あなたが私の栄光を確立してくれたから、 あなたを幸せにしよう、 娘のイザベラを あなたの妻にしたまえ 彼女は最も美しく、 あなたは最も勇敢である。 マリアの祭壇で、 二人は誓い合った この親愛なる絆は それだけで幸せをもたらす。 礼拝堂にいるみんなが それらを見て言った。 最も美しい者に愛を、 最も勇敢な者に栄誉を。 |

## 歴代フランス国歌・準国歌
- アンリ四世万歳（Vive Henri Ⅳ!）- フランス革命前、および復古王政期の国歌。
- 神は偉大な王を守る（Domine, salvum fac regem）- フランス王国の準国歌、王室歌。
- 門出の歌（Le chant du depart）- 第一帝政期の国歌。
- ラ・マルセイエーズ（La Marseillaise）- 現在のフランスの国歌。
- ジロンド派の歌（Le chant des girondins）- 第二共和政期の国歌。
- ラ・パリジェンヌ（La Parisinenne）- 七月王政（オルレアン朝）期の国歌。
- インターナショナル（L'Internationale）- パリ・コミューンの革命歌、後のソ連国歌。政治情勢次第ではフランスの国歌にもなった可能性がある。
- 元帥よ、我らここにあり！（Marechal, nous voila!）- ヴィシー政権の準国歌。ドイツ占領地域では三色旗とラ・マルセイエーズは禁止されていた。
- パルチザンの歌（フランス語版）（Le chant des partisans）- 自由フランスの準国歌。第四共和政の国歌の座をラ・マルセイエーズと争った。